# قليقلاوات
القليقلاوات[بحاجة لمصدر] (الاسم العلمي: Alsinoideae) هي أسرة من النباتات تتبع فصيلة القرنفلية من الرتبة القرنفليات.

## قبائل
- القليقلاوية (الاسم العلمي:Alsineae)
- Geocarpeae
- Habrosieae
- Pycnophylleae
- Sclerantheae